# Lesbians on the Loose
Lesbians on the Loose (LOTL) fue una revista lésbica publicada en Australia. Apareció por primera vez en Sídney en enero de 1990. Cubría noticias, política, temas sociales e incluía entrevistas a celebridades e historias sobre entretenimiento, cultura pop, estilo y viajes.

## Historia
Fue publicada por primera vez por Frances Rand y Jackie Scherer con una tirada inicial de 1000 ejemplares.
Originalmente era una publicación mensual. Se quería mantener informadas a las lesbianas sobre actividades y eventos dentro de la comunidad. Scherer se fue en los comienzos y Rand continuó como editora hasta que se le unió Barbara Farrelly en 1994. La revista creció alcanzando una tirada de 20.000 ejemplares a finales de la década, convirtiéndola en la revista lésbica más leída en Australia.
Rand y Farrelly vendieron la revista a Silke Bader en 1998, y Bader continuó siendo la editora hasta al menos 2019.
En 2010, Silke Bader compró la revista Curve, una revista lésbica de Estados Unidos. La oficina administrativa de Lesbians on the Loose se fusionó con la revista Curve. Aunque las revistas normalmente compartían la portada, publicaban temas relacionados con su país en el título correspondiente.
En 2019 las revistas se volvieron a separar y la revista Curve (2020) volvió a su propietario original en Estados Unidos. LOTL se relanzó y publicó cinco números más hasta que en 2021 detuvo la producción en papel. A finales de ese año, LOTL lanzó su vídeo podcast Queer Conversation.

## Digitalización
Los primeros nueve años se han digitalizado en el archivo Trove de la Biblioteca Nacional de Australia.

## En los medios
El episodio 3 de la serie documental de ABC Television Kweens of the Queer Underground cuenta la historia de LOTL.